# ヘレフォード
ヘレフォード（英: Hereford、[ˈhɛrɪfərd] ( 音声ファイル)）は、イングランド西部のウェスト・ミッドランズにある都市で、ヘレフォードシャーの州都。ウェールズの東26km、ウースターの南西39km、グロスターの北西37kmに位置し、ワイ川に臨む。人口は5万5800人で州内最大。日本語ではヘリフォードとも表記される。
ヘレフォードの here はアングロサクソン語で軍や兵隊を指すとみられ、ford は渡し場を意味する。地名の由来がこれで正しければ、ヘレフォードは武装集団がワイ川を渡る地点だったことになる。ウェールズ名は「旧い道」という意味の Henffordd で、これはローマ街道や郊外のストレットン・サグワズにある古代ローマの入植地を表すと思われる。
1189年、リチャード1世から「ウェールズのヘレフォード」として自治が認められた。かねてより都市と認められてきたが、正式に市となったのは2000年10月のことである。
現在は主に、農産品の商取引の中心地として知られている。シードルやビール、革製品、ニッケル合金、家禽、化学製品、有名なヘレフォード種をはじめとする家畜などを産する。

## 歴史

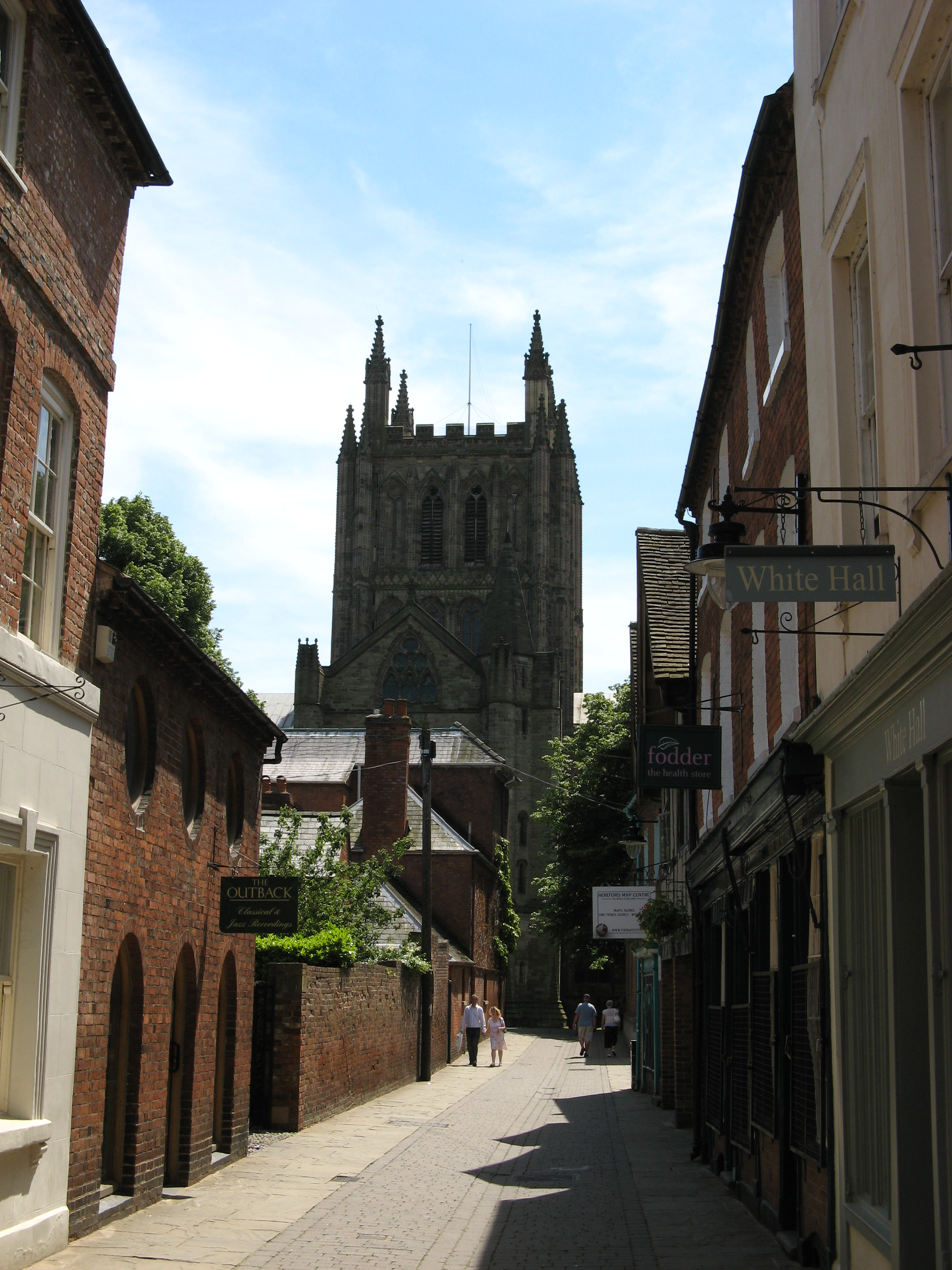
ヘレフォード大聖堂

ヘレフォードは676年から688年までの間にヘレフォード司教のプッタが本拠地とし、マーシアとウェールズを結ぶ要地として成長、8世紀初めまでに西マーシアにおけるアングロサクソン人の中心地となった。
アングロサクソン人とウェールズ人のあいだの確執は、760年のに発展し、この戦いでブリトン人はイングランドによる支配から解放された。アングロサクソンのエドワード懺悔王と衝突していた1056年にも、ウェールズ人はヴァイキング連合軍やグウィネズ＝ポーイス王グリフィズ・アプ・ルウェリンと手を結び市街に進攻、撤退直前に火を放った。
現在のヘレフォード大聖堂は12世紀に建てられた。歴代のヘレフォード司教にはトマス・カンティループや王室の大蔵卿 (Lord High Treasurer of England) も務めたトマス・チャールトンなどがいる。
パリのメゾン＝アルフォールとアルフォールヴィルの地名はヘレフォードに由来するが、これは13世紀中葉にヘレフォード司教のピエール・デグブランシュが邸宅を建てたことにちなむ。
歴代ヘレフォード伯の本拠地には、かつてウィンザー城にもひけをとらなかったというヘレフォード城があった。たびたび侵略してくるウェールズ人を食い止め、ヘンリー4世のオワイン・グリンドゥールに対するウェールズ方面作戦などでは堅固な要塞となったが、18世紀に取り壊され、跡地は緑地になっている。
薔薇戦争中のモーティマーズ・クロスの戦いで捕えられたランカスター家の指揮官、オウエン・テューダー（将来のヘンリー7世の祖父）はロジャー・ボーハン卿によってヘレフォードで処刑された。その地点には現在、プレートがある。一方のボーハン自身も、後にオーウェンの息子ジャスパー・テューダーによって処刑されている。

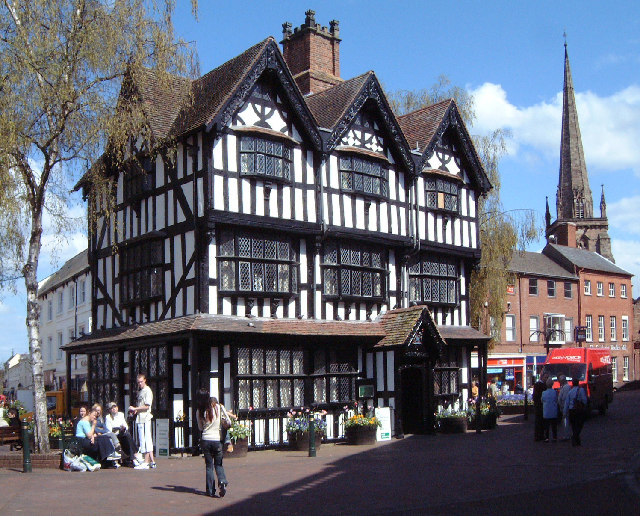
ハイ・タウンの「ジ・オールド・ハウス」。ジャコビアン時代の1621年築。現在は博物館になっている

清教徒革命（イングランド内戦）中は支配者が幾度となく入れ替わった。1642年9月30日、ロバート・ハーリー卿とウェールズ方面作戦初代スタンフォード伯ヘンリー・グレイ率いる議会派が無抵抗の市内を占領。後にハーバート卿麾下の王党派のプレゼンスが高まると、12月にグロスターへ引き揚げた。1643年4月23日から5月18日の短期間にもウィリアム・ウォラー卿率いる議会派に短期間占領されたが、もっとも大きな軍事行動は1645年にあった。
1645年7月31日に初代リーヴェン伯アレクサンダー・レズリー率いる1万4000のスコットランド軍が市街を包囲するも、駐屯兵と市民の頑強な抵抗に直面、チャールズ1世接近の報せが入った9月1日に撤退した。最終的に、市は同年12月18日に議会派のバーチ大佐とモーガン大佐の手に陥った。ヘレフォード市の市章は1645年9月16日、チャールズ1世が先の包囲における抵抗に感謝して裁可したもので、リチャード1世の三獅子とスコットランド軍の十連隊を意味する十のスコットランド十字、かぶと飾りには「信仰の守護者」としての獅子、そして金条の入ったかぶとが描かれている。後の二つが紋章に描かれるのはごくまれで、ほかにはロンドン市のそれにみられるのみである。
女優にしてチャールズ2世の愛人ネル・グウィンは、1650年にヘレフォードで生まれたとされる（ほかにも、オックスフォードなどが彼女の生地を主張している）。グウィン通りは彼女にちなみ命名された。当地出身の俳優にはほかにデービッド・ガリック（生年1717、没年1779）が挙げられる。
大聖堂隣の司教館は、築造された1204年から現在までずっと使われ続けている。また、ヘレフォード大聖堂附属学校はイングランドでもっとも歴史ある学校のひとつである。

## 行政
ヘレフォードの主たる自治組織はヘレフォードシャー議会である。市も議会を有すが、内実は市の称号を与えられた教区議会に過ぎず、権限は限られている。
ヘレフォードはヘレフォードシャーの郡庁所在地である。1974年にヘレフォードシャーがウスターシャーと合併しヘレフォード・アンド・ウスターとなると、ヘレフォードはこの自治区となった。1835年の市自治体改革法までは自治市を形成した。ヘレフォード・アンド・ウスターは1998年4月1日に解散され、再び分割されたが、その際わずかに境界が変更された。
新生ヘレフォードシャーは自治区を持たない単一自治体であったため、ヘレフォードも自治区でなくなった（しかし、単一自治体の正式名称はヘレフォードシャー郡自治区議会というわけの分からない事態になった）。行政教区議会が市長を選出できるようになる2000年までは、特命理事が任じられた。市の称号を持つ行政教区は、イングランド全土でも7箇所しかない。
ヘレフォード・サウスヘレフォードシャー選挙区選出の現職庶民院議員はジェス・ノーマンである。

## 気候
イギリス全土と同じ海洋性気候で、一年を通じ気温と降水量の変動が小さい。気象庁の観測所は市街の北8kmのプレストン・ウェインにある。2001年には西6kmのクレデンヒルにも観測所ができた。
観測開始以来、クレデンヒル観測所が記録した最高気温は2006年7月の33.6度で、最低気温は2010年12月の-15.8度である。
| プレストン・ウェイン（標高84m）の1971年から2000年の気候 | プレストン・ウェイン（標高84m）の1971年から2000年の気候 | プレストン・ウェイン（標高84m）の1971年から2000年の気候 | プレストン・ウェイン（標高84m）の1971年から2000年の気候 | プレストン・ウェイン（標高84m）の1971年から2000年の気候 | プレストン・ウェイン（標高84m）の1971年から2000年の気候 | プレストン・ウェイン（標高84m）の1971年から2000年の気候 | プレストン・ウェイン（標高84m）の1971年から2000年の気候 | プレストン・ウェイン（標高84m）の1971年から2000年の気候 | プレストン・ウェイン（標高84m）の1971年から2000年の気候 | プレストン・ウェイン（標高84m）の1971年から2000年の気候 | プレストン・ウェイン（標高84m）の1971年から2000年の気候 | プレストン・ウェイン（標高84m）の1971年から2000年の気候 | プレストン・ウェイン（標高84m）の1971年から2000年の気候 |
| 月                                                      | 1月                                                     | 2月                                                     | 3月                                                     | 4月                                                     | 5月                                                     | 6月                                                     | 7月                                                     | 8月                                                     | 9月                                                     | 10月                                                    | 11月                                                    | 12月                                                    | 年                                                      |
| ------------------------------------------------------- | ------------------------------------------------------- | ------------------------------------------------------- | ------------------------------------------------------- | ------------------------------------------------------- | ------------------------------------------------------- | ------------------------------------------------------- | ------------------------------------------------------- | ------------------------------------------------------- | ------------------------------------------------------- | ------------------------------------------------------- | ------------------------------------------------------- | ------------------------------------------------------- | ------------------------------------------------------- |
| 平均最高気温 °C （°F）                                  | 6.9 (44.4)                                              | 7.3 (45.1)                                              | 9.9 (49.8)                                              | 12.3 (54.1)                                             | 15.9 (60.6)                                             | 18.7 (65.7)                                             | 21.5 (70.7)                                             | 21.2 (70.2)                                             | 18.0 (64.4)                                             | 13.9 (57)                                               | 10.0 (50)                                               | 7.8 (46)                                                | 13.62 (56.5)                                            |
| 平均最低気温 °C （°F）                                  | 1.1 (34)                                                | 0.9 (33.6)                                              | 2.4 (36.3)                                              | 3.3 (37.9)                                              | 6.0 (42.8)                                              | 8.7 (47.7)                                              | 10.8 (51.4)                                             | 10.6 (51.1)                                             | 8.6 (47.5)                                              | 6.0 (42.8)                                              | 3.0 (37.4)                                              | 1.7 (35.1)                                              | 5.26 (41.47)                                            |
| 出典：YR.NO                                             |                                                         |                                                         |                                                         |                                                         |                                                         |                                                         |                                                         |                                                         |                                                         |                                                         |                                                         |                                                         |                                                         |

## 交通

### 道路
南北縦貫バイパスがかねてより構想され、現在は全長14kmの高速道路計画に固まっているものの、大蔵省はその認可と費用の支出を拒み続けている。市中心部を通る幹線道にA49号、A465号、A438号がある。

### 鉄道
市内には1854年に開通したウェールズ・マーチーズ線の駅が四駅あり、ウースターやバーミンガム、ロンドン、マンチェスターとウェールズ南部の村々を結んでいる。かつてはヘレフォード・バートン駅という駅もあった。

### 空港
市内に空港はない。最寄りの空港はグロスターやバーミンガム、カーディフにある。

## 軍との関連
郊外のヘレフォード空軍基地では1940年から1999年に閉鎖されるまで、さまざまな養成所（en:RAF Credenhillからen:Stirling Linesなど）が置かれた。現在、市内にはSASの司令部が置かれている。

## 経済
公共部門の主な雇用主
- ヘレフォードシャー議会
- ヘレフォードシャー国民保健サービス

主要雇用主

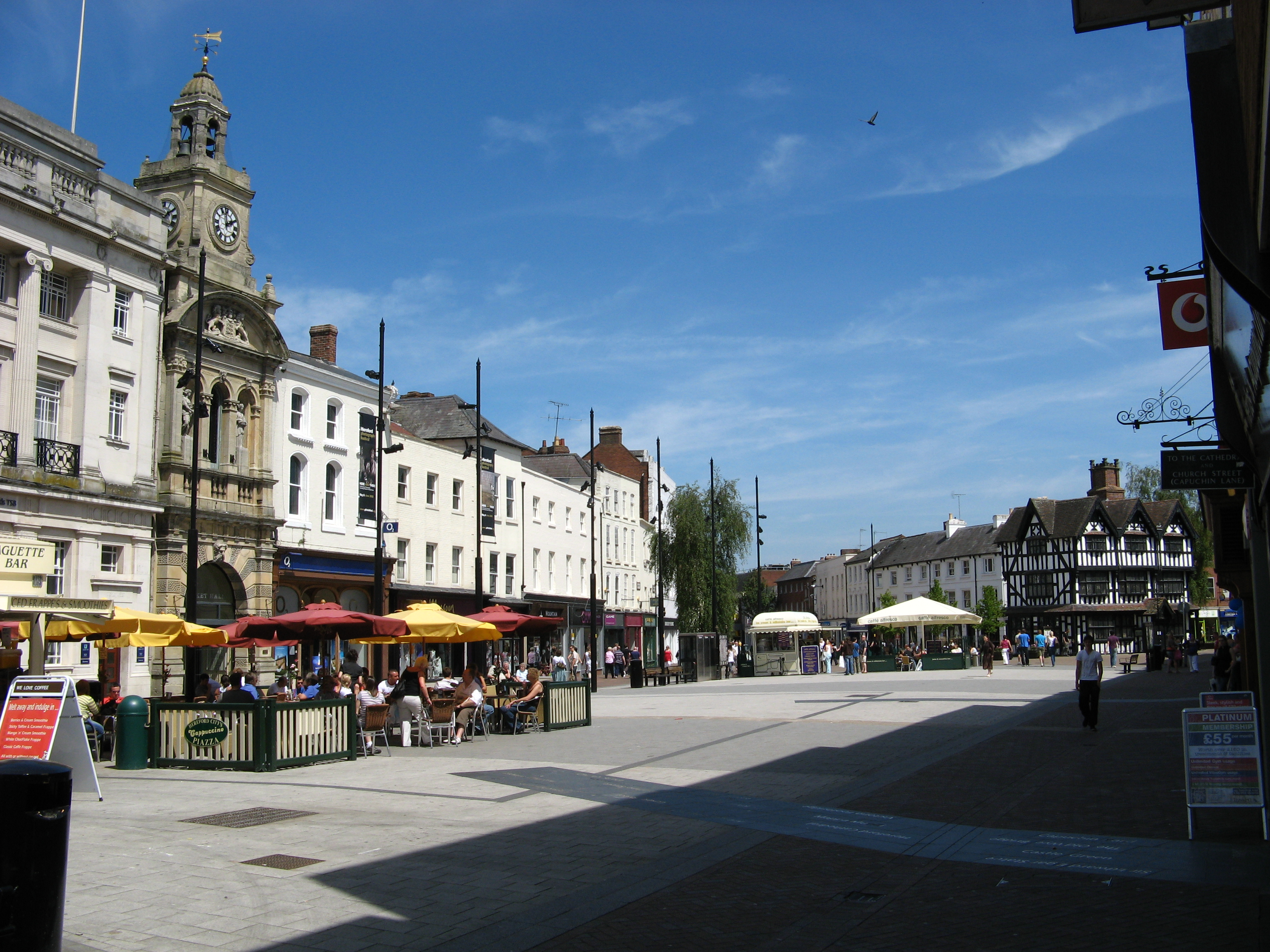
市内のハイ・タウン。自動車の通り抜けができないショピングエリアである。

- バルマー - シードルなどのアルコール類メーカー。ウッドペッカー・サイダー、ストロングボウ、バルマーズ・サイダーなどのブランドがある[17]
- ウィギン特殊金属 - ニッケル合金メーカー[18]
- カーギル食肉ヨーロッパ（旧サン・バレー） - 食品メーカー、卸売業[19]
- ペインター・ブラザーズ - 亜鉛メッキの鉄塔建設業[20]

ヘレフォードシャーに拠点を置く企業
- スピニング・ドッグ・ブルワリー - ヘレフォード市の歴史ある醸造所
- ワイ・バレー・ブルワリー - バティ・バッチやヘレフォード・ペイル・エール (HPA) といった本エールを生産
- ウェストンズ・サイダー - ヘレフォード近郊のシードル、ペアワインメーカー
- エム・アンド・エム・ダイレクト - ヘレフォード北郊のスポーツウェア、ファッションメーカー

果樹園が広がるヘレフォードシャーではその他の重工業や軽工業と並びシードル生産がさかんで、多くの醸造所や関連施設が立地する。市内ではロザーワズ工業団地に多くが集中している。
ヘレフォードは2005年にフェアトレード・シティとなった。

## 再開発
20世紀を通じ際立った投資が行われなかったヘレフォード市は、構造的な停滞に直面していた。ウースターから議会が分立した1998年から、その状況に変化が生じ始めた。
多くの学校で建て替えや教育の向上が行われ、貧しい地区の学力が向上した。ヘレフォードシャー工業学校も改築された。
また国民保健サービス (NHS) の病院再編事業をPFIに委託し、三病院を統合した新病院が6000万ポンドで建てられた。この出資額は、単独案件としては当時のヘレフォードシャー最大であった。

### 将来的な構想
市中心部で構想されている再開発計画は、かつてはエドガー・ストリート・グリッドとして知られ、現在はヘレフォード・フューチャーズが担っている。旧市街の北、およそ100エーカーの区域を対象とし、2011年から完了までに15年ほどかかる予定である。計画には使われなくなったヘレフォードシャー・グロスターシャー運河の終点地域における建て替えも含まれ、総じて8000万ポンドを要する。
今後2年以内にバター市場が改装予定である。
環状バイパス計画にはラッシュ時の渋滞緩和と郊外へのアクセス利便性の向上が期待されている。バイパスにはロザーワズ工業団地とA49号線を結ぶ、近年開通したロザーワズ・アクセス道が接続する。この工業団地は近年政府から企業特区に指定され、経済の促進の数千人におよぶ雇用の創出が期待されている。
ヘレフォードシャーでは地域空間戦略の一環として、2026年までに2万600戸が建てられる計画だが、市内にはそのうち半数が集中する。

## スポーツ
ヘレフォード・ユナイテッドFCは、1972年1月のFAカップでニューカッスルを破ったことで知られる。当時、ヘレフォードはアマチュアのサウザンプレミアフットボールリーグ所属のチームで、ニューカッスルはプレミアリーグの名門であった。チームは1972年から1997年までフットボールリーグに所属し、1976年にはその二部にまで上りつめた。その後、2005-06シーズンのカンファレンス・ナショナル王座決定戦でヘレフォード・ユナイテッドFCを3-2で下し、再びフットボールリーグに昇格、2007-08年には1970年代後半以来となるリーグ1入りを果たした。ヘレフォード市中心部の再活性化の一環として、クラブはホームタウンの活気付けを担っている。
ヘレフォードシャーのサッカーは、ヘレフォードシャー・サッカー協会がつかさどる。
ヘレフォード・ラグビー・クラブも人気のチームで、近々600万ポンドを新しいホームの建設に投じると発表した。
市の北郊には、年に20回ほど障害競走が行われるヘレフォード競馬場がある。場内には土地活用を立案するHALOレジャーが運営する、市営ゴルフ場がある。ゴルフ場はこのほかベルモント、バーギル、ブロッキントンにも立地し、市街を取り囲む格好となっている。

### パブリック・レジャー
ヘレフォード・レジャー・センター（体育館、ジム、スカッシュコート、屋外陸上競技場など）やヘレフォード・レジャー・プール（ジムと各種プール）といったパブリック・レジャー施設は、HALOレジャーと呼ばれるNPO法人が運営している。

### クラブ・協会
ワイ川で活動するヘレフォード・ボート・クラブ（カヤック・クラブを兼ねる）は、たくましい若者に人気のクラブである。グレートブリテン島で三番目に長いワイ川は、ほかのウォータースポーツでも使われる。
このほか自由クラブ、鉄道クラブ、農業クラブ、ウェールズクラブ、軍事クラブ、ホワイトクロス・スカッシュ・アンド・ローン・テニス・クラブなど、多くのクラブや協会がある。

## 教育

### 大学
ヘレフォードシャーに総合大学は置かれていないが、1977年まで教員資格を授与するヘレフォード教育養成専科学校があった。

### 専門学校
下記の五校がある。
- ヘレフォード美術学校 - フォリー通りに所在する公立校。ホワイトクロス街に高等教育センター、バス街にメディア・センターを擁する。学位授与の面でグロスター大学やウェールズの各大学から協力を得ている。
- ヘレフォードシャー工業学校 (HCT) - カウンティ最大の高等教育機関。新しいラーニング・ビレッジ創設のため、2005年末に学習・技術審議会から2840万ポンドを引き出し、総合大学のないカウンティで継続教育の要になると期待されている。ヘレフォードシャー議会は2006年初めにも予備作業が始まるとの見方だったが[35]、実際には11月下旬になってようやく第一段階が始まった[36]。
- ヘレフォード六年制学校
- 王立国民盲学校 - 視覚障害者のための、イギリスで二校しかない専門学校のひとつ。ヘレフォード教育養成専科学校のキャンパスを受け継いでいる。
- ホーム・レイシー・カレッジ - ヘレフォードシャー工業学校傘下の農業学校。かつてはパーショア・カレッジ群（現：ウォーウィックシャー・カレッジ）の一角をなした[37][38]。

### 中等学校
- シュタイナー・アカデミー・ヘレフォード - ルドルフ・シュタイナーがイングランドで最初に創立したアカデミー[39][40]。
- アイルストーン実業経営学校 - 1976年、ヘレフォード高等男子校と高等女子校を統合して設置された総合共学校。11歳から16歳までの生徒が在籍。実業・経営教育に特化[41]。
- ヘレフォード司教附属慈善学校 - 11歳から16歳までの生徒が在籍する総合共学校。寄付や無償奉仕で運営されている。1973年、1710年創立のブルーコート協会と1958年創立の司教附属学校が統合され誕生。現在は外国語を副専攻とする工業学校である。
- ヘレフォード・アカデミー - 11歳から16歳の生徒が在籍。ヘイウッド高校が2006年にワイブリッジ・スポーツ・カレッジに改称され、さらに2009年9月1日に現校名となった[42]。ホワイトクロス高校と同じく「スポーツ・カレッジ」に分類される。現校舎は旧校舎の跡地に2011年9月に完成した。
- ヘレフォード大聖堂附属学校 - 6年制の共学インデペンデント・スクール。校長・女性校長会議所属。1384年の記録に早くも見えるところからすれば、7世紀後期の大聖堂建立から存在したようである。後述の附属小学校とともに聖歌隊員を養成している。
- ヘレフォード大聖堂附属小学校 - 共学制のインデペンデント・スクール。676年の建立にまでさかのぼるヘレフォード大聖堂財団の一部で、1898年にインデペンデント・スクールとなった。
- セント・メアリーズRC高校 - 11歳から16歳の子女が在籍する、カトリック系共学校。市街の東数マイル、ラグワーディン村の田園風景のなかにあり、ヘレフォードシャー内のカトリック子弟の教育を主とする[43]。
- ホワイトクロス高校およびスポーツ・カレッジ - スペシャリスト・プログラムを行うスポーツ・カレッジ。2006年6月、PFIで新校舎に移転した。11歳から16歳の生徒が新しい設備のもとで学んでいる[44]。

### 小学校
- ブロードランズ (Broadlands)
- ヘンリー・ウィルソンズ・クオリティ・スクール (Henry Wilson's Quality School)
- ホーマー (Holmer)
- ロード・スキューダモア (Lord Scudamore)
- リバーサイド (Riverside)
- セント・フランシス・グザビア (St Francis Xavier)
- セント・マーティンズ (St Martins)
- セント・トマス・カンティループ (St Thomas Cantilupe)
- セント・ポールズ (St Paul's)
- ストレットン・サグワズ (Stretton Sugwas)
- トリニティ (Trinity)

## 福祉・社会保障
ヘレフォードシャーは、福祉と行政の一本化の点でイギリスの先陣を切っている。2008年の初め、ヘレフォードシャー議会とヘレフォードシャー国民保健サービスは、新種のパートナーシップを結んだ初めての地方自治体およびプライマリー・ケア・トラスト (PCT) となった。双方のトップを一人に統合し、共同管理チームを設けることで計画、購入、立案、訪問看護業務を一元化し、重複や無駄を省いている。
ヘレフォードの中核病院はヘレフォード・カウンティ病院である。救急車事業はウェスト・ミッドランズ救急サービスが担い、ミッドランズ航空救急隊もヘレフォードシャー全域をカバーしている。
民間の大手企業が病院を経営するほか、市内には公営・民営・チャリティーを問わず介護施設や老人ホームなどの高齢者施設が多い。

## 社会・文化

### 農業
ヘレフォードシャーの歴史において、農業は重要な役割を担ってきた。その中心地である市内では、いまも家畜市が開かれる。
2001年の口蹄疫流行は市場を悩ませ、取引を停滞させた。市中心部の再開発のため、2003年に市場を郊外に移転させる法案が提出された。新しい市場は2011年8月、市の近郊にオープンし、すでに以前の市場を上回る活発な取引を見せている。

### 音楽
18世紀に始まったヨーロッパ最古の音楽祭のひとつ、スリー・コーラス・フェスティバルは毎年ヘレフォード、グロスター、ウースターの持ち回りで開催される。
作曲家のエドワード・エルガーは1904年から1911年まで市内のプラス・グウィンに居を定め、いくつかの代表曲を書いた。大聖堂の境内には、彼を記念して銅像が建てられている。彼の『エニグマ変奏曲』は、市内を流れるワイ川に落っこちたダンというブルドッグにインスピレーションを得て作曲したもので、河畔にはダンの木彫りの像が置かれている。
ヘレフォード警察男声合唱団はBBCの番組「ラスト・コーラス・スタンディング」に出演した。
慈善音楽学校もある。

### 美術
9月のヘレフォードシャー美術ウィークではカウンティ全域で展覧会が開かれ、地元アーティストの作品が披露される。大聖堂内の司教館など、普段は公開されていない場所も特別に開放される。
市内には数多くの小さなギャラリーや、芸術作品を鑑賞できる場がある。

### 文学
トム・クランシーの小説『レインボーシックス』に登場する架空の特殊部隊「レインボー」は、ヘレフォードに駐留している。

### メディア
フリー・ラジオ (FM) 、サンシャイン・ラジオ (FM/AM) 、BBCヘレフォード・アンド・ウースター (FM) のローカルラジオ局が所在する。
映画『RONIN』のなかで主人公のサム（ロバート・デ・ニーロ）は、スペンス（ショーン・ビーン）を嘘つき呼ばわりする時にヘレフォードを地名を間違えながらも少し口にしている。
ヘレフォード・タイムズは「ヘレフォード・ジャーナル」や「ヘレフォード・アドマグ」を併せて刊行する主要な週刊紙である。議会も「ヘレフォードシャー・マターズ」という定期購読紙を出している。
テレビのローカル番組は、BBCミッドランズ・トゥデイとITVセントラル・ニュースから提供される。ヘレフォードはイギリス政府から、新しいローカルテレビ局の候補地に選定されている。

### 娯楽
市内の中心的な劇場・文化施設は、ニュー・ヘレフォード劇場に代わって1998年にオープンしたコートヤード芸術センターである。
コマーシャル街に1スクリーンのオデオン映画館があるが、シネマコンプレックスはウースターまで無い。しかし、市中心部の再開発計画の一環として、2015年までに建設予定である。
駅近くにTGSボウリング場とアドベンチャー・ゴルフ・コースがある。
ホーマー街にスケートボード専用の公園が立地している。

### ゆかりの人物
リードボーカルのクリッシー・ハインドを除くプリテンダーズの結成メンバーと、ロックバンド「モット・ザ・フープル」はヘレフォード出身である。
マペットのメンバー、フランク・オズはヘレフォードで出まれてからの5年間を過ごした。
女優のベリル・レイド、歌手のエリー・ゴールディング、サッカー選手のアーロン・ウィルディグやコナー・ウィッカム
もヘレフォードの生まれである。
サラ・シドンズやジョン・ケンブル、ネル・グウィン、デービッド・ガリックといった歴史上の人物もヘレフォードにゆかりがあった。アナウンサーのギルバート・ハーディングは父が貧民用の収容作業施設の所長を務めていたこの地で生を享けた。
ロバート・クライブ司令官に仕え、イギリス軍の初代インド方面軍司令官を務めたストリンガー・ローレンス少将も当地の出である。

### 観光
市内のハイ・タウン中心部にある白と黒の歴史的建築物、ジ・オールド・ハウスは当時のジャコビアン時代の生活ぶりを紹介する博物館になっている。
1874年、ゴシック・リヴァイヴァル様式の建物にオープンしたヘレフォード博物館・画廊にはこの地域に関連した遺物や芸術作品、装飾芸術が置かれている。
ヘレフォード・シードル博物館ではガイドがシードルの製造法を説明してくれる。
20世紀後半に修復されたヘレフォード大聖堂は、中世13世紀のマッパ・ムンディであるヘレフォード図を所蔵するほか、本が棚に鎖でつながれた形の図書館で世界的に有名である。
ジョン・スキューダモアが16世紀に建てたホーム・レイシー・ハウスには、現在チェーンホテルが入っている。調度品には、今も当時のものが多用されている。

## 姉妹都市
- ディレンブルク（ドイツ）
- ヴィエルゾン（フランス）